# Кыравец
Кыра́вец (в русскоязычных текстах также встречается название кравец; горномар. кыравец, курньык) — горномарийское национальное блюдо, круглый мясной пирог. Начинён несколькими видами мяса и крупой.

## Рецепт
Его готовят из пресного или квасного теста, свалянного в муке. Скалкой раскатывают два больших блина, как для ватрушки или пирога, причём верхний вдвое меньше нижнего. Большой круг кладут на смазанную жиром сковороду с высокими краями или же глиняное блюдце — шун плошка, при этом края теста свисают. На дно тонким слоем накладывают прочищенное и вымоченное пшено. Сверху накладывают кусочки мяса вперемежку с луком. Получается слой толщиной до 10 см, для аромата кладут лавровый лист, посыпают небольшой порцией соли и для придания пышности добавляют немного чистого снега.
Сверху закрывают малым кругом и соединяют их края, красиво защипывая. Также сверху накрывают капустными листьями. Весь кыравец накрывают металлическим блюдцем плошка и ставят в жар.
В настоящее время кыравец готовят немного по-другому. Вместо капустных листьев кладут сырые тряпки или тонкий слой теста из ржаной муки, при готовности пирога его можно легко убрать.
В жару, в закрытой печи мясо очень хорошо тушится, пропаривается. С кусочков сала, расплавляясь, стекает жир на дно, им пропитываются пшено и днище блюда.

## Этимология
Оба марийских названия заимствованы из русского языка: кыравец — «караваец», курньык — «курник».

## Кыравец как ритуальное блюдо
Кыравец — самое почитаемое жертвенное блюдо горных марийцев. Его и в настоящее время готовят при проведении почти всех обрядов в осенне-зимний период и для самых долгожданных дорогих гостей. В зависимости от времени года его готовили раньше из разных сортов мяса: в середине лета — из баранины, осенью — из птиц, осенью и зимой — из свинины и говядины, охотники — из зайчатины. А сейчас при проведении свадьбы вместо кыравец пекут большой рыбный пирог.

## Национальный бренд
В конце 2018 года Федеральная служба по интеллектуальной собственности (Роспатент) зарегистрировала кыравец в качестве первого национального бренда Марий Эл. До этого пирог был брендом одного Горномарийского района.